# Polyrhachis arachne
Polyrhachis arachne är en myrart som beskrevs av Carlo Emery 1896. Polyrhachis arachne ingår i släktet Polyrhachis och familjen myror. Inga underarter finns listade i Catalogue of Life.